# Nashornhaus (Zoologischer Garten Berlin)

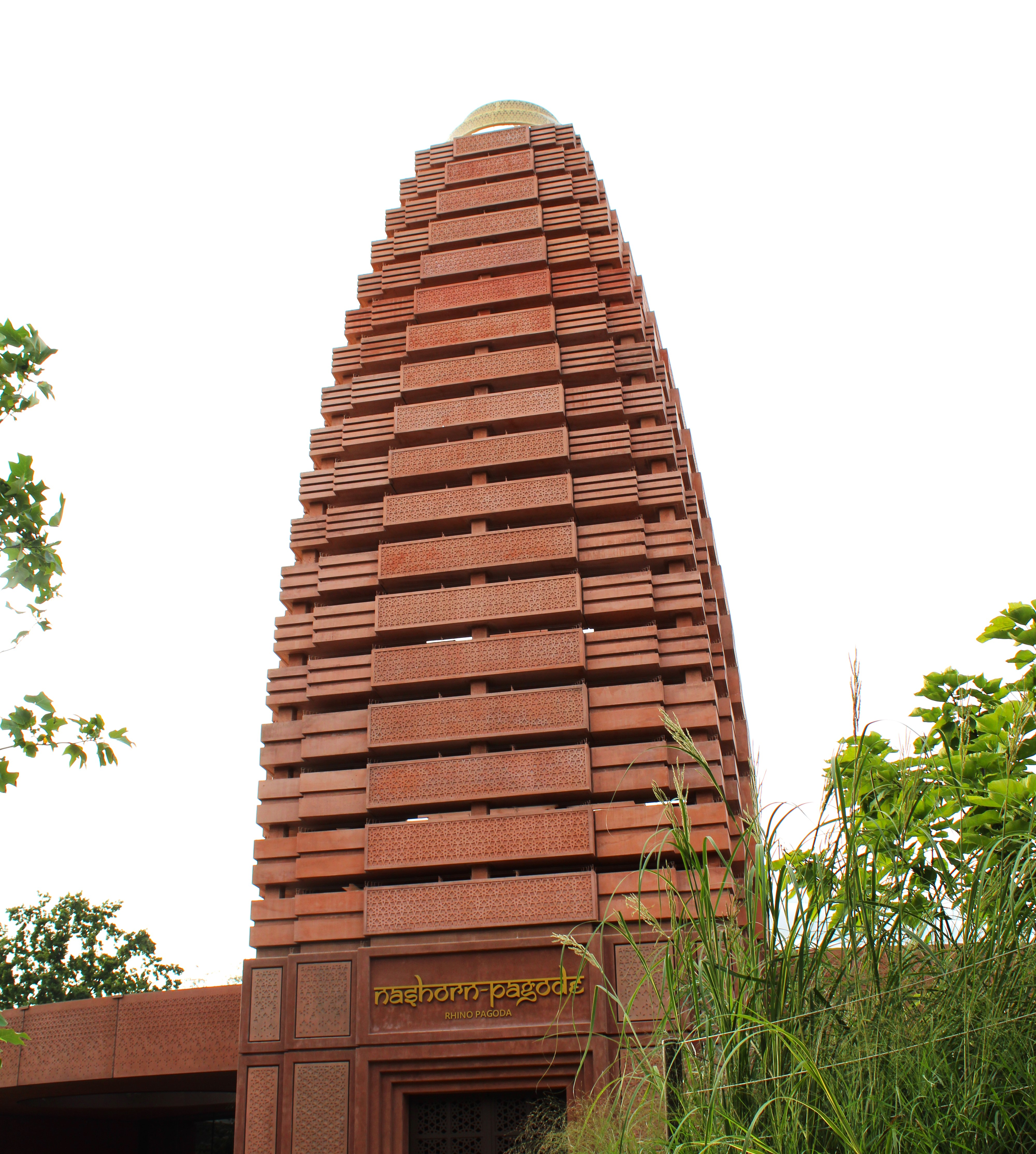
Die Nashorn-Pagode im Zoologischen Garten Berlin

Das Nashornhaus, auch Nashorn-Pagode, ist ein Nashornhaus im Zoologischen Garten in Berlin.

## Geschichte

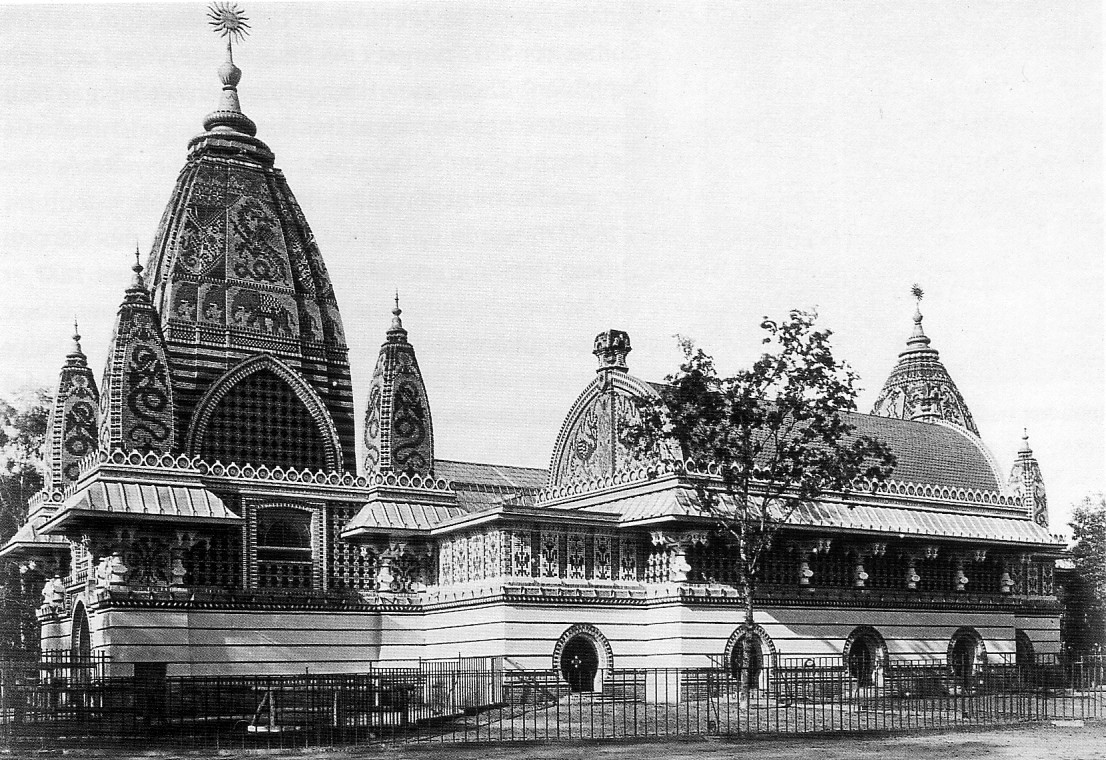
Die Architektur der Nashorn-Pagode lehnt sich an die im Zweiten Weltkrieg zerstörte Elefanten-Pagode von 1873 an

Im Jahr 1873 wurde hier, kurz nach der Fertigstellung des Antilopenhauses, die 330.000 Mark teure Elefanten-Pagode erbaut. Dieser Bau wurde im Zweiten Weltkrieg zerstört. In unmittelbarer Nähe der zerstörten Elefanten-Pagode befindet sich heute das Elefantenhaus. Das erste Nashornhaus wurde von 1962 bis 1964 gebaut. Die Baukosten beliefen sich auf 1.149.167 Mark (kaufkraftbereinigt in heutiger Währung: rund 2,88 Millionen Euro). 2021 wurde dieses Gebäude abgerissen, um hier einen artgerechten Neubau zu errichten. Für den Neubau wurde im Spätsommer 2021 der Grundstein gelegt. Dieser Neubau wurde vom Architekturbüro dan pearlman Erlebnisarchitektur aus Berlin geplant, das bereits zuvor den Panda Garden geplant hatte. Die Kosten für den Neubau beliefen sich auf rund 23 Millionen Euro. Er wurde am 24. Juni 2023 eingeweiht.

## Beschreibung
Die Nashorn-Pagode ist 25 Meter hoch und hat eine Fläche von 2000 Quadratmetern. Sie befindet sich auf einem 14.000 Quadratmeter großen Areal in der Nähe des Löwentors. Der Neubau soll an die historischen Gebäude erinnern. Die Pagode beherbergt Panzernashörner, Flachlandtapire, einen Schabrackentapir und Visayas-Pustelschweine. Der Neubau ermöglicht, wie das Flusspferdhaus, eine Unterwasserbetrachtung der Tiere. Den Nashörnern stehen 5000 Quadratmeter naturnahe Landschaft mit Badebecken und Schlammsuhlen zur Beschäftigung, Hautpflege und Abkühlung zur Verfügung. Der Hauptturm der Pagode besteht aus 68 gestapelten Elementen aus Beton, die jeweils bis zu zehn Tonnen wiegen. Dieser 400 Tonnen schwere Turm besteht aus 18 Ebenen. Die Turmspitze besteht aus einem goldgelb lackierten Blech. Das mit zwei Tonnen lichtdurchlässiger Folie bespannte Dach hat eine Spannweite von 37 Metern.